# 흑산도 갈매기
《흑산도 갈매기》는 1985년 9월 29일에 MBC TV에서 방영되었던 베스트셀러극장이다.

## 줄거리
흑산도로 가는 여객선 안의 다양한 인간군상의 모습을 그린 문순태의 소설을 영상화했다.
흑산도로 가는 여객선은 한철벌이를 꿈꾸는 어부들 및 여러 뜨내기들로 붐빈다. 그 안에는 오징어배를 타고 작업하기 위해 흑산도로 가는 종배(조경환)도 있었다. 종배는 배 안에서 술집에 근무하는 여성 상희(김청)와 만나게 된다. 상희 역시 한철에 돈을 많이 벌어보겠다는 목적으로 흑산도로 향하는 길이었는데...

## 출연
- 조경환
- 김청
- 박영태
- 이계인
- 김애경
- 김연자
- 백인철
- 정한헌
- 김길호
- 사상기
- 차주옥

| MBC 베스트셀러극장                  | MBC 베스트셀러극장               | MBC 베스트셀러극장        |
| 이전 작품                           | 작품명                           | 다음 작품                 |
| ----------------------------------- | -------------------------------- | ------------------------- |
| 85회: 우리가 떠난 도시 (1985.09.15) | 86회: 흑산도 갈매기 (1985.09.29) | 87회: 색시공 (1985.10.06) |